# خالدآباد (شیراز)
خالدآباد، روستایی در دهستان تربر بخش داریان شهرستان شیراز در استان فارس ایران است.

## جمعیت
بر پایه سرشماری عمومی نفوس و مسکن در سال ۱۳۹۵، جمعیت این روستا برابر با ۳۵ نفر (۲۰ خانوار) بوده است.